# محمد قیومی
محمد همایون قیومی (زاده ۱۴ دسامبر ۱۹۵۲) مهندس، دانشمند و سیاستمدار افغانستانی است که به‌عنوان وزیر مالیه افغانستان و مشاور ارشد امور زیربنایی و فناوری برای رئیس‌جمهور افغانستان خدمت کرده‌است. او از ۱ ژوئیه ۲۰۱۱ تا ۱۷ آگوست ۲۰۱۵ ریاست دانشگاه ایالتی سن‌خوزه  و از سال ۲۰۰۶ تا ۲۰۱۱ ریاست دانشگاه ایالتی کالیفرنیا در ایست بی را عهده‌دار بود.
در ژوئن ۲۰۰۱، قیومی در مقاله‌ای به مجله "فارین پالیسی" درباره افغانستان در دهه ۱۹۶۰، کمک کرد که منجر به مصاحبه با وی در برنامه ان‌پی‌آر شد ("پخش صبحگاهی"، ۱۸ ژوئن، ۲۰۱۰).